# 若子内悦郎
若子内 悦郎（わかこない えつろう、1949年3月30日 - 2024年2月27日）は、日本の歌手。東京都港区芝出身。若木 ヒロシ、ちの はじめという名前でも活動。

## 来歴・人物
1967年に清須邦義（元麻生京子とブルー・ファイア）、河内広明（のちの芹澤廣明）らと尾藤イサオのバック・バンド「ザ・バロン」を結成してベーシスト兼ヴォーカリストとして活動した。
ザ・バロンは1969年2月に尾藤から独立して、6月にガールシンガーの鍵山珠里と組んだ「ジュリーとバロン」名義のシングル「ブルー・ロンサム・ドリーム」でレコード・デビューを果たした。その頃、NHKが翌1970年1月からの放送を予定していた新しい音楽番組『ステージ101』のオーディションに合格して、番組の出演グループになるヤング101に加入した。
1970年1月10日から総合テレビでステージ101の放送が開始され、若子内はザ・バロンの他のメンバーと共にヤング101のメンバーとしてレギュラー出演した。ヤング101ではデュークエイセスの創立者でステージ101の音楽監督を務めた和田昭治からヴォーカル・トレーニングを受けた。1972年3月に清須が渡米する為にヤング101を卒業してザ・バロンが解散すると、若子内は番組内で河内とデュオ「ワカとヒロ」（のちに「ワカ&ヒロ」）を結成して、5月に番組オリジナルソング「にくい太陽」(作詞：増永直子／作曲：東海林修）で東芝（エキスプレス）よりレコード・デビューした。さらに10月からはヤング101の他のメンバーと共同で番組の進行役を兼任し、1973年には番組テーマ曲「ステージ101 テーマ'73」を作曲。河内と共に1974年3月31日の最終回まで出演した。
1975年にワカ&ヒロが解散した後は、ヴォーカリスト、スタジオミュージシャンとして活動。郷ひろみ、谷村新司、浜田省吾、CHAGE and ASKA、吉田拓郎、松田聖子、KinKi Kids等、多くのアーティストのレコーディングやコンサートのサポートを行ったほか、CMソング・テーマパーク・アニメソングなども手がけていた。
『はじめ人間ギャートルズ』のエンディングテーマ「やつらの足音のバラード」（ちのはじめ名義）や、子供向け番組『ひらけ!ポンキッキ』の挿入歌「パップラドンカルメ」の歌唱が、放映当時子供だった世代を中心に比較的よく知られている。
山本正之と似た声質・歌唱のため、誤って同一人物と認識されたこともあった。
1979年には、井上鑑（キーボード、ピアノ、ヴオーカル）、津村康彦（リード・ギター、エレクトリツク・シタール、ヴオーカル）、金田一昌吾（ベース・ギター）、ザ・バロンの同僚だった宗台春男（ドラムス、パーカッション）と「地球の子供たち」名義のアルバム『サンサーラ』を発表。
2024年2月27日、がんのため死去。74歳没。約2年間、闘病していたという。
同年3月9日、清須らと制作した新曲5曲が収録されたCD『Stay Alive』が発表された。

## 歌
- 謎の円盤UFO（1971年、『謎の円盤UFO』主題歌）
- シャドーのテーマ（1971年、『謎の円盤UFO』挿入歌）
- 帰ってきたウルトラマン（1971年、『帰ってきたウルトラマン』主題歌）※東芝から発売のカバー盤。コーラスは少年少女合唱団みずうみ。
- MATチームの歌（1971年、『帰ってきたウルトラマン』挿入歌）※同上。
- サンダーマスク（1972年、『サンダーマスク』主題歌）※「若木ヒロシ」名義。
- 戦え!! サンダー（1972年、『サンダーマスク』副主題歌）※同上。
- ながれ橋（1974年、『大江戸捜査網』エンディングテーマ）
- やつらの足音のバラード（1974年、『はじめ人間ギャートルズ』副主題歌）※「ちのはじめ」名義。
- かぜよふけふけ（1975年4月、『みんなのうた』放送）
- パップラドンカルメ（1978年、『ひらけ!ポンキッキ』挿入歌。キャニオン CX-113）
- かえらなかった時計屋さん（1978年、『ひらけ!ポンキッキ』挿入歌。キャニオン CX-114）
- パナシのうた（『ひらけ!ポンキッキ』挿入歌）
- 地獄のジョー（1980年、『トム・ソーヤーの冒険』挿入歌）
- Take Off!! スーパーGUTS（1997年、『ウルトラマンダイナ』挿入歌）※ピーカブー、MoJoとの合同ユニット「ナイトスキャッツ」名義。
- 竜神まつり起源（2001年、『2001年 運動会用CD』収録）※高尾直樹、比山貴咏史、貝田由里子とともに

## コーラス参加
- 花とみつばち（郷ひろみ、1974年）
- みんないい娘（沢田研二、1980年『BAD TUNING』収録）
- 優しく気づかせて（村瀬由衣、1992年『水曜日の朝、窓を開ける』収録）
- Sons and Daughters 〜それより僕が伝えたいのは（CHAGE&ASKA、1993年）
- サンリオピューロランド関連曲（槙みちる・木戸やすひろ他、1993年）[6]
  - 光の舞踏会
  - Welcome To Dream World
  - The Way To Fairyland
  - Village Worker Song
  - Hello Kitty
  - Party In The Puroland
  - Puro Entrance（通称、ピューロマーチ）
- おやすみダーリン（岡本真夜、1997年『Smile』収録）
- 気持ちだよ（吉田拓郎、1999年）
- ヘッドライト・テールライト（中島みゆき、2000年）
- 好きになってく 愛してく（KinKi Kids、2000年）
- 炎のらびりんす オリジナルサウンドトラック（2000年）
- 重き荷を負いて（中島みゆき、2006年『ララバイSINGER』収録）
- GENERATION GAPなんて言わせない!（清竜人、2012年『MUSIC』収録） ※キャストとして参加

## 作曲
- 風の子さっちゃん（サンリオキャラクター『タイニーポエム』イメージソング[7]）
- 石野陽子（いしのようこ）「ロマネスク・ヨコハマ」

## ディスコグラフィ

### シングル
ワカとヒロ（ワカ＆ヒロ）
| レコード会社 規格品番 発売日 | 面 | 曲名                 | 作詞（訳詞）                         | 作曲                     | 編曲     |
| ---------------------------- | -- | -------------------- | ------------------------------------ | ------------------------ | -------- |
| 東芝 ETP-2668 '72年5月5日    | A  | にくい太陽           | 増永直子                             | 東海林修                 | 東海林修 |
| 東芝 ETP-2668 '72年5月5日    | B  | 神と悪魔             | 増永直子                             | 東海林修                 | 東海林修 |
| 東芝 ETP-2744 '72年10月5日   | A  | 愛する人へ           | 岡田富美子                           | 東海林修                 | 東海林修 |
| 東芝 ETP-2744 '72年10月5日   | B  | 僕はどこへも行かない | 島津ゆう子                           | 東海林修                 | 東海林修 |
| 東芝 ETP-2813 '73年3月5日    | A  | 想い出の青い空       | A. Hammond, M. Hazlewood（森愛仁霞） | A. Hammond, M. Hazlewood | 深町純   |
| 東芝 ETP-2813 '73年3月5日    | B  | 旅に出ようかな       | 若子内悦郎                           | 若子内悦郎               | クニ河内 |
| 東芝 ETP-2893 '73年8月20日   | A  | 聞き違い             | 岡田冨美子                           | 東海林修                 | 東海林修 |
| 東芝 ETP-2893 '73年8月20日   | B  | 夏の伝説             | 山川啓介                             | 河内広明                 | 東海林修 |

### アルバム
ワカとヒロ（ワカ＆ヒロ）
- 愛する人へ（EXPRESS/東芝音楽工業、ETP-8206）1972年11月5日

| 『作詞』の（ ）は日本語詞の作者名を示す。 |                                          |      |      |      |
| #                                         | タイトル                                 | 作詞 | 作曲 | 編曲 |
| 1.                                        | 「ヘイ・ジュード」(ビートルズ)           |      |      |      |
| 2.                                        | 「名前のない馬」(アメリカ)               |      |      |      |
| 3.                                        | 「アメリカン・パイ」(ドン・マックリーン) |      |      |      |
| 4.                                        | 「サムデイ・ネバー・カムズ」(C.C.R.)     |      |      |      |
| 5.                                        | 「空中楼閣」(ドン・マックリーン)         |      |      |      |

| 『作詞』の（ ）は日本語詞の作者名を示す。 |                            |              |            |      |
| #                                         | タイトル                   | 作詞         | 作曲       | 編曲 |
| 1.                                        | 「愛する人へ」             | 岡田冨美子   | 東海林修   |      |
| 2.                                        | 「マイ・ウエイ」           | （岩谷時子） |            |      |
| 3.                                        | 「にくい太陽」             | 増永直子     | 東海林修   |      |
| 4.                                        | 「ゴッドファザーのテーマ」 | （千家和也） |            |      |
| 5.                                        | 「ただ別れを待つだけ」     | 島津ゆう子   | 河内広明   |      |
| 6.                                        | 「おまえとゆこう」         | 若子内悦郎   | 若子内悦郎 |      |
| 7.                                        | 「太陽からの子守歌」       | 岡田冨美子   | 東海林修   |      |

- 想い出の青い空（EXPRESS/東芝音楽工業、ETP-8232）1973年3月25日

| 『作詞』の（ ）は日本語詞の作者名を示す。 |                    |              |            |      |
| #                                         | タイトル           | 作詞         | 作曲       | 編曲 |
| 1.                                        | 「想い出の青い空」 | （森愛仁霞） |            |      |
| 2.                                        | 「明日の風」       | （増永直子） |            |      |
| 3.                                        | 「童話の時代」     | 山川啓介     | 河内広明   |      |
| 4.                                        | 「花はいらない」   | 山川啓介     | 河内広明   |      |
| 5.                                        | 「炎の男」         | 若子内悦郎   | 若子内悦郎 |      |
| 6.                                        | 「旅に出ようかな」 | 北野晶子     | 若子内悦郎 |      |

| 『作詞』の（ ）は日本語詞の作者名を示す。 |                                                        |      |      |      |
| #                                         | タイトル                                               | 作詞 | 作曲 | 編曲 |
| 1.                                        | 「ピーセズ・オブ・エイプリル」(スリー・ドッグ・ナイト) |      |      |      |
| 2.                                        | 「魔女のささやき」(イーグルス)                         |      |      |      |
| 3.                                        | 「ふられた気持」(ライチャス・ブラザース)               |      |      |      |
| 4.                                        | 「イエスタディ」(ビートルズ)                           |      |      |      |
| 5.                                        | 「ライト・マイ・ファイヤー」(ドアーズ)                 |      |      |      |
| 6.                                        | 「ロンリー・サンフランシスコ」(ジヨー・サイモン)       |      |      |      |

- 聞き違い（EXPRESS/東芝音楽工業、ETP-8272）1973年10月5日

| 『作詞』の（ ）は日本語詞の作者名を示す。 |                |            |            |            |
| #                                         | タイトル       | 作詞       | 作曲       | 編曲       |
| 1.                                        | 「聞き違い」   | 岡田冨美子 | 東海林修   | 東海林修   |
| 2.                                        | 「夕焼け通り」 | 山川啓介   | 河内広明   | 河内広明   |
| 3.                                        | 「２月２日」   | 山川啓介   | 若子内悦郎 | 若子内悦郎 |
| 4.                                        | 「はずれ馬券」 | 岡田冨美子 | 若子内悦郎 | 若子内悦郎 |
| 5.                                        | 「夏の伝説」   | 山川啓介   | 河内広明   | 東海林修   |
| 6.                                        | 「愛の季節」   |            |            |            |

| 『作詞』の（ ）は日本語詞の作者名を示す。 |                                                  |      |      |        |
| #                                         | タイトル                                         | 作詞 | 作曲 | 編曲   |
| 1.                                        | 「セイ・ママ」(ジーン・ビンセント)               |      |      | 深町純 |
| 2.                                        | 「ルシール」(エヴァリー・ブラザーズ)             |      |      | 深町純 |
| 3.                                        | 「トラブル」(エルビス・プレスリー)               |      |      | 深町純 |
| 4.                                        | 「オー・プリティー・ウーマン」(ロイ・オービソン) |      |      | 深町純 |
| 5.                                        | 「ラッキー・スター」(リック・ネルソン)           |      |      | 深町純 |
| 6.                                        | 「ビー・バップ・ア・ルーラ」(ジーン・ビンセント) |      |      | 深町純 |

若子内悦郎
- 私の足音（WA-070722）2007年7月26日

1. LUCILLE
2. UNCHAINED MELODY
3. A WHITER SHADE OF PALE/青い影
4. ALONE AGAIN
5. You Are So Beautiful
6. 紺青の世界
7. 愛だけでは
8. やつらの足音のバラード
9. 旅に出ようかな
10. This Boy

- Stay Alive（EW-00α）2024年3月9日

1. 面影を愛して
2. あいつによろしく
3. サーファーガールとダビッドソン
4. 24時間 それとも永遠
5. Stay Alive